# Cotillas
Cotillas es un municipio español situado al sureste de la península ibérica, en la provincia de Albacete, dentro de la comunidad autónoma de Castilla-La Mancha.
Está situado a 156 km de la capital provincial, entre las sierras de Alcaraz (Albacete) y Segura (Jaén). 
En 2020 contaba con 118 habitantes, según los datos oficiales del INE. Comprende las pedanías de Arroyofrío de Arriba y Río de Cotillas o Resinera. 
Junto a las localidades de Villapalacios, Bienservida, Villaverde de Guadalimar y Riópar, forma parte del Señorío de las Cinco Villas, subcomarca histórica dentro de la misma Sierra de Alcaraz.
Parte de su término municipal está integrado en el Parque natural de los Calares del Río Mundo y de la Sima.

## Toponimia
El castillo que hay en la cima de la montaña del pueblo estaba ocupado por los musulmanes. En árabe Al Qutillas significa debajo de la colina.

## Geografía
- Altitud: 952 m s. n. m.
- Extensión: 14,47 km²
- Posición: 38°25′52″N 2°30′25″O / 38.43111, -2.50694
- Ríos: Cotillas
- Límites: Villaverde de Guadalimar, Vianos, Riópar (Albacete) y Siles (Jaén).

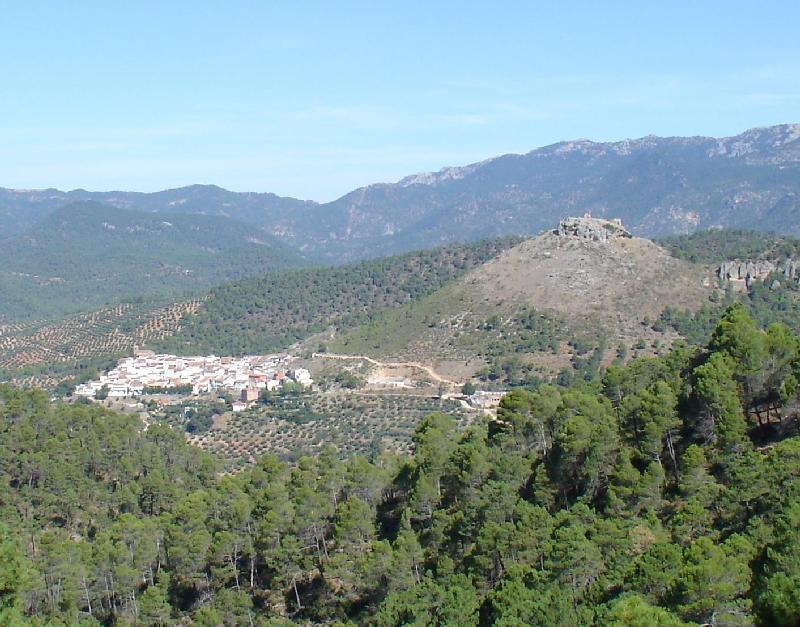
Cotillas.

## Historia
Cotillas fue población de Alcaraz, pasando más tarde a ser una de las villas del Señorío de las Cinco Villas de los Manrique Lara, condes de Paredes de Nava, junto a Villapalacios, Bienservida, Riópar y Villaverde de Guadalimar.

## Geografía humana

### Demografía
Cuenta con una población de 126 habitantes (INE 2024).
| Gráfica de evolución demográfica de Cotillas entre 1842 y 2021                                                        |
| |
| Población de derecho según los censos de población del INE. Población de hecho según los censos de población del INE. |

### Economía
La economía del municipio se cimienta principalmente en el sector servicios (turismo) y la agricultura.

## Administración
Pertenece al partido judicial de Alcaraz.
| Periodo   | Nombre                    | Partido |
| --------- | ------------------------- | ------- |
| 1991-1995 | María Cruz Castillo López | PSOE    |
| 1995-1999 | María Cruz Castillo López | PSOE    |
| 1999-2003 | María Cruz Castillo López | PSOE    |
| 2003-2007 | María Cruz Castillo López | PSOE    |
| 2007-2011 | María Cruz Castillo López | PSOE    |
| 2011-2015 | María Cruz Castillo López | PSOE    |
| 2015-2019 | Francisco Zamora López    | PSOE    |

## Patrimonio
Cotillas conserva las ruinas de un castillo, llamado de la Yedra.
También posee una iglesia de tipo rústico, probablemente construida en el siglo XVI, la cual se conserva en buenas condiciones.

## Turismo y lugares de interés
Dispone de bastantes casas rurales, tanto en el pueblo, como en los alrededores, en plena montaña, con increíbles vistas y rodeado de vegetación.
Parte de su término municipal se integra en el Parque natural de los Calares del Río Mundo y de la Sima, encontrándose la Cueva del mismo nombre a unos 7 km, también conocida como Cueva de Los Chorros.
- A menos de 1 km de la localidad está Fuente Cavera, otro lugar donde hacer un alto en el camino y poder refrescarse del agua que mana de su fuente.
- A unos 3 km se sitúa La Majada del Soto, en plena naturaleza, donde mana el agua y existe una zona de recreo con barbacoas, baños y lavadero.
- A unos 6-8 km encontramos el Pantano de Arroyo frío, pequeño pantano, lugar de recreo, con barbacoas, bancos y mesas de madera para poder disfrutar de un día en plena naturaleza. Sitio idóneo para pasear tranquilamente y admirar los paisajes.
- Asimismo, el pueblo dispone de una piscina municipal, abierta en temporada de verano, la cual cuenta con el típico chiringuito y cuyo recinto se usa para las verbenas de las fiestas patronales.

## Fiestas
Celebra sus fiestas patronales el primer fin de semana del mes de agosto (viernes, sábado, domingo y lunes), siendo su patrón San Juan Bautista (24 de junio) y su patrona Santa Marina (18 de julio).